# Mání
Mání (középperzsa: 𐭌𐭀𐭍𐭉 / 𐭬𐭠𐭭𐭩 Mání, újperzsa: مانی Mání) vagy latinosan Mánész (görög: Μάνης, latin: Manes), illetve görögösen Manikhaiosz, (Ktésziphón, a mai Bagdad közelében 216/217 – Gundésápúr a mai Irán területén, 276/277) iráni vallásalapító, a manicheizmus prófétája és alapítója, amely vallást erősen befolyásolt a zoroasztrizmus, a gnoszticizmus, a kereszténység és a buddhizmus, és amely egykor széles körben terjedt a világon.
Mání életrajza sokáig homályos volt. 1969-ben egy, feltehetőleg a 400-as években írt, görög nyelvű pergamen kódexet találtak Felső-Egyiptomban. A kölni Mani-kódex  címen ismert, mert a Kölni Egyetemen található jelenleg. Ez az irat a legkorábbi olyan forrás, amely konkrét információkkal szolgál Mání életéről.

## Élete
Arisztokrata családból származott, egyes feltevések szerint szülei rokonságban álltak a pártus Arszakidákkal. Apja Pātik (középperzsa Pattūg, görög Παττικιος, arab Futtuq) zsidó, a 210-es évek elején csatlakozott egy zsidó-keresztény bemerítő szektához, az elkhaszaitákhoz vagy más források szerint valamelyik gnosztikus keresztény szektához. Mindkettőre jellemző azonban a szigorúan aszketikus életvitel, amely Mání sajátjává lett élete során. Anyja pártus, neve Mariam.
Két kinyilatkoztatást kapott, tizenkét és huszonnégy éves korában. Az első kinyilatkoztatás gyakorlatilag egybeesik a Pártus Birodalom bukásával, nehéz a kapcsolatot nem észrevenni. A második után önálló egyház megszervezésébe kezdett. 240 körül indiai útra indult, ahonnan buddhista eszmékkel tért vissza. Iránba visszatérve a szászánida uralkodóház második uralkodója, I. Sápúr engedélyezte tanító munkáját. Mání tanítványokat gyűjtött maga köré, már életében Egyiptomtól Horászánig elterjedtek tanai.
Prófétának tekintette magát, és Sápúrhoz írt könyvének, a Sáhhuhragán elején azt állította, hogy Isten küldöttei időről időre bölcsességgel és csodatettekkel jelentek meg. Az egyik évszázadban .. Buddha India földjén, egy másikban Zarathustra által Perzsia földjén, megint egy másikban Jézus révén Nyugat vidékén, aztán ez a kinyilatkoztatás és ez a prófétai elhivatottság rajtam, Mánín, az igaz Isten küldöttén jött el Babilon földjén. Evangéliumában azt említette, hogy ő a Messiás által jó hírként ígért Paraklétosz és ő a próféták pecsétje. 
Hirdette a mohóság és a szenvedély megzabolázását, az e világ elutasítását és iránta való közömbösséget, a meg nem szűnő böjtölést és alamizsnálkodást, amennyire csak lehetséges. A kiválasztottaknak vagy igazaknak nevezett híveinek megtiltotta, hogy bármit is szerezzenek, kivéve egy napi táplálékot és egy évre elegendő ruházatot. (lásd még: anyagi lemondás.) Megszabta, hogy kerülni kell a nemi érintkezést, s mindig úton kell lenni a világon igehirdetés és útmutatás végett (misszió).  A hallgatóknak nevezett követőinek – akik követték hívását, de a világi dolgoktól nem szakadtak el – javaik egytizedét kellett alamizsnaként odaadni, életük hetedrészében böjtölni, egyetlen asszonnyal megelégedniük, és az igazakat segíteniük, bajaikat enyhíteniük. 
A csodatételekkel kapcsolatban a manicheusok kétféle véleményt vallottak vele kapcsolatban. Egyik csoportjuk azt állította, hogy Mánínak nem voltak csodatettei, és utalnak az ő közlésére, miszerint a Messiás és tanítványai elmenetelével a csodák megszűntek. Egy másik csoport viszont úgy vélte, hogy voltak jelei és csodái, és Sápúr király akkor hitt neki, amikor a levegőbe emelkedett és ezzel csodát mutatott neki. 
Nem tudni, miért fogatta el később I. Bahrám és miért végeztette ki. Talán a túlzottan agresszív térítés vált visszatetszővé az uralkodóház szemében. Mání következetesen dualista és egyben gnosztikus rendszere hasonló volt a mazdaizmusból kialakuló, akkoriban államvallássá előlépő zoroasztrizmushoz. Sőt még szigorúbb volt ezen a téren, Mání elképzeléseiben nincs a Zarathustra-féle kiegyenlítő szerepet játszó Ahura Mazdához hasonló figura.
Bár Mání sokat merített környezete vallásainak gondolataiból, szokásaiból, mégsem egyszerű kompilátor, hanem olyan egyéniség, akinek vallása itt-ott egy ezredéven át a véres üldözések ellenére is fennmaradt. Mání, más vallásalapítókkal ellentétben tudatosan alakította ki egyháza számára a szent iratok kánonát: iratait követői az eredetihez szigorúan ragaszkodva művészien díszített könyvekbe másolták. Ezek lettek a manicheizmus kánonjai.

## Magyarul megjelent művei
- Mani: Gyöngy-himnuszok. Válogatás manicheus szövegekből; összeáll. L. Nagy Lajos, nyersford. Juhász Edit, versford. Gyura Árpád; L. N. L., Hajdúszoboszló, 2007 (A fenséges kert legerősebb fája sorozat)
- A dunhuangi sziklatemplom manicheus kézirattekercsei; az eredeti kézirattekercseknek a Taisho Shinshu Daizokyo kánonban közzétett szövegéből; ford., tan. Csornai Katalin; HUN-idea, Bp., 2008
- Máni: Gyöngy-énekek. Válogatás manicheus szövegekből; szerk. L. Nagy Lajos, ford. Nagy Roland; 2. bőv. kiad.; L. N. L., Hajdúszoboszló, 2016
- A Gyöngy himnuszai; összeáll. L. Nagy Lajos, nyersford. Juhász Edit, versford. Gyura Árpád; jav. kiad.; L. N. L., Hajdúszoboszló, 2016 (A fenséges kert legerősebb fája sorozat)